# Model 1
Le Model 1 est un système d'arcade introduit sur le marché par Sega en 1992.

## Description
Le Model 1, qui fut commercialisé en 1992, est une amélioration du précédent système de Sega : le System 32, sur lequel il est basé. Ce système et le jeu Virtua Racing ne furent pas le premier jeux à 3D polygonée puisqu'Atari avait déjà tenté l'expérience avec Hard Drivin'. Sega connaissait la complexité de ce matériel et la difficulté que la société américaine avait rencontré pour le réaliser.
La tache s'avéra bien moins compliquée que pour Atari et son Hard Drivin'. Le Model 1 voit le jour avec le premier jeu maintenant culte, Virtua Racing, développé en même temps que le système. 
Le coût exorbitant de la production de ce système, a limité le développement et la production à seulement 7 jeux, parmi eux le célèbre jeu de combat Virtua Fighter.
Le Model 1 (avec une liste de sept jeux) fut pour Sega une étape technique entre le System 32 (avec une vingtaine de jeux) et le Model 2 capable de gérer de la 3D (avec une trentaine de jeux).
Le model 1 est composé de plusieurs PCBs montées entre elles (à l'origine placées dans une boîte en fer). Il y a trois PCBs principales, la carte supportant la vidéo, les processeurs et le jeu qui est plus petite. La carte son est branchée par l'intermédiaire de câbles. Il existe également plusieurs petites PCBs comme une carte de communication, une carte d'amplification, une I/O Board et une carte gérant le moteur du volant à retour de force. Le processeur est un NEC V60. Le processeur graphique (Fujitsu TGP MB86233) travaille en coopération avec le processeur central pour produire les graphismes. Le matériel audio est composé d'un Motorola 68000 avec deux puces audio custom de Sega (Sega 315-5560) dont une gère la musique et l'autre les effets, et une Yamaha YM3834.

## Spécifications techniques

### Processeur
- NEC V60 uPD-70616 32bit RISC cadencé à 16 MHz (2.5 MIPS)

### Coprocesseur graphique
Fujitsu TGP MB86233 FPU 16M flops 
- Résolution: 496×384
- Nombre de couleur: 16-bit
- Capacités du coprocesseur :
  - Floating decimal point operation function
  - Axis rotation operation function
  - 3D matrix operation function
- Fonctions graphiques :
  - Flat shading
  - Diffuse reflection
  - Specular reflection
  - 2 layers of background scrolling
  - Alpha blending
- Rendu : 1,2 million de pixels par seconde
- Géometrie :
  - 180 000 polygones par seconde
  - 540 000 vecteurs par seconde

### Audio
- Processeur : Motorola 68000 cadencé à 10 MHz
- Puces audio :
  - 2×Sega 315-5560 Custom 28 channel MultiPCM cadencé à 8MHz
  - Yamaha YM3834 cadencé à 8MHz

## Liste des jeux
| Titre            | Développeur       | Editeur | Système | Genre | Date |
| ---------------- | ----------------- | ------- | ------- | ----- | ---- |
| Star Wars Arcade | Sega / Lucasarts  | Sega    | Model 1 |       | 1994 |
| Tecwar / Netmerc | Sega / Virtuality | Sega    | Model 1 |       | 1994 |
| Virtua Fighter   | Sega              | Sega    | Model 1 |       | 1993 |
| Virtua Formula   | Sega              | Sega    | Model 1 |       | 1992 |
| Virtua Racing    | Sega              | Sega    | Model 1 |       | 1992 |
| Wing War         | Sega              | Sega    | Model 1 |       | 1994 |
| Wing War R360    | Sega              | Sega    | Model 1 |       | 1994 |